# Список банков, лишённых лицензии в 2008 году (Россия)

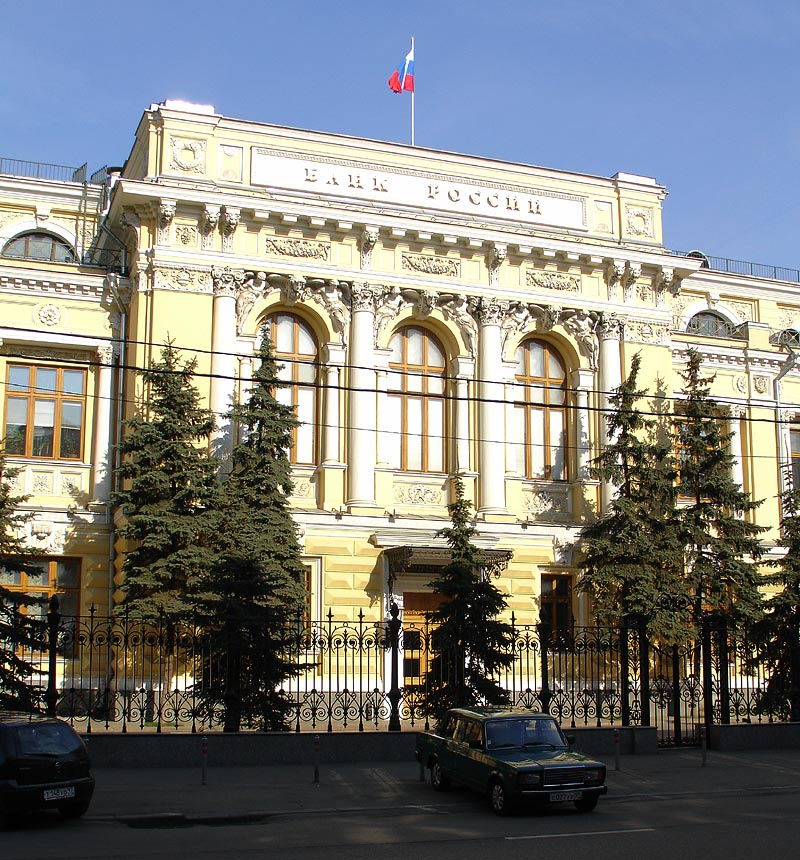
Здание Центрального Банка России на Неглинной

В список включены все кредитные организации России, у которых в 2008 году была отозвана или аннулирована лицензия на осуществление банковской деятельности.
В 2008 году Центральным Банком России были отозваны 33 лицензии у кредитных организаций, также у 8 кредитных организаций лицензии были аннулированы. Больше всего кредитных организаций лишились лицензий в ноябре и декабре, так в декабре было отозвано 9 лицензий, а в ноябре — отозвано 7 и аннулировано 2 лицензии. Меньше всего в феврале и сентябре — в эти месяцы ни отзывы ни аннулирования лицензий не проводились.
Основной причиной для отзыва лицензий у банков в 2008 году стало нарушение банковского законодательства. Кроме того, среди наиболее распространенных проблем оказались неисполнение требований кредиторов и существенная недостоверность отчётности.

## Легенда
Список разбит на два раздела по полугодиям 2008 года. Внутри разделов организации отсортированы по месяцам, внутри месяца — по датам закрытия, внутри одной даты — по номеру документа об отзыве или аннулировании лицензии.

| Таблица: - Дата — дата отзыва/аннулирования лицензии. - Приказ — номер приказа или иного документа об отзыве/аннулировании лицензии. - Регион — населённый пункт или регион регистрации банка. - АСВ — является ли кредитная организация участником системы страхования вкладов. - Причина — основные причины отзыва или аннулирования лицензии организации. Выделение строк цветом: - — выделение светло-зелёным цветом означает, что лицензия организации была аннулирована. - — выделение светло-жёлтым цветом означает, что лицензия организации была отозвана. | Сокращения: - АБ — акционерный банк. - АКБ — акционерный коммерческий банк. - ЗАО — закрытое акционерное общество. - КБ — коммерческий банк. - МКБ — московский коммерческий банк. - ОАО — открытое акционерное общество. - ООО — общество с ограниченной ответственностью. |

## 1 полугодие
В разделе приведены все кредитные организации, у которых в 1-м полугодии 2008 года была отозвана или аннулирована лицензия.
| Наименование                                                                                                 | Основ. | Лиц. | Дата       | Приказ        | Регион                   | АСВ | Причина | Прим.                       |
| --- | ------ | ---- | ---------- | ------------- | ------------------------ | --- | --- | --------------------------- |
| Январь |        |      |            |               |                          |     | |                             |
| ООО «Объединенный банк малого бизнеса» («ОБМБ»)                                                              | 2001   | 3374 | 11.01.2008 | ОД-5          | Москва                   | Нет | Нарушение требований Федерального закона № 115-ФЗ. | [ 3 ] [ 4 ]                 |
| ООО КБ «Интелфинанс»                                                                                         | 1994   | 2893 | 17.01.2008 | ОД-29         | Москва                   | Да  | Неисполнение федеральных законов, регулирующих банковскую деятельность. Неисполнение нормативных актов Банка России. | [ 5 ] [ 6 ] [ 7 ]           |
| ЗАО «Русский Индустриальный Банк»                                                                            | 1992   | 1793 | 29.01.2008 | 2087711000716 | Москва                   | Да  | Присоединён к ОАО «Связь-Банк». | [ 8 ] [ 9 ] [ 10 ]          |
| ООО КБ «Банк промышленного развития»                                                                         | 2001   | 3369 | 30.01.2008 | ОД-59         | Москва                   | Нет | Неисполнение федеральных законов, регулирующих банковскую деятельность. Неисполнение нормативных актов Банка России. | [ 11 ] [ 12 ]               |
| Март |        |      |            |               |                          |     | |                             |
| ОАО «Росинбанк-Сибирь»                                                                                       | 1990   | 1221 | 06.03.2008 | 2095400043968 | Новосибирск              | Да  | Решение акционеров банка о прекращении деятельности кредитной организации в порядке ликвидации. | [ 13 ] [ 14 ] [ 15 ] [ 16 ] |
| ЗАО «Коммерческий банк рыбного хозяйства» («Рыбхозбанк»)                                                     | 1992   | 241  | 06.03.2008 | ОД-140        | Москва                   | Нет | Неисполнение федеральных законов, регулирующих банковскую деятельность. Неисполнение нормативных актов Банка России. Низкая достаточность капитала банка. Существенная недостоверность отчётности. Неспособность удовлетворить требования кредиторов. | [ 17 ] [ 18 ]               |
| ОАО «Национальный акционерный банк „Крайний Север“»                                                          | 1993   | 2373 | 13.03.2008 | ОД-163        | Петропавловск-Камчатский | Да  | Нарушение требований Федерального закона № 115-ФЗ. | [ 19 ] [ 20 ] [ 21 ]        |
| Апрель |        |      |            |               |                          |     | |                             |
| ЗАО «Конверсбанк»                                                                                            | 1992   | 122  | 15.04.2008 | 2083900013085 | Москва                   | Нет | Присоединены к ОАО АКБ «Инвестбанк». | [ 22 ] [ 23 ]               |
| ОАО «Воронежский Промышленный Банк»                                                                          | 1990   | 562  | 15.04.2008 | 2083900013107 | Воронеж                  | Да  | Присоединены к ОАО АКБ «Инвестбанк». | [ 24 ] [ 25 ] [ 26 ]        |
| ОАО КБ «ГРАН»                                                                                                | 1990   | 1125 | 15.04.2008 | 2083900013041 | Екатеринбург             | Да  | Присоединены к ОАО АКБ «Инвестбанк». | [ 27 ] [ 28 ] [ 29 ]        |
| Май |        |      |            |               |                          |     | |                             |
| ООО «Инвестиционно-коммерческий банк развития медицинской промышлености и здравоохранения» («Мединвестбанк») | 1992   | 2058 | 12.05.2008 | ОД-319        | Москва                   | Да  | Неисполнение федеральных законов, регулирующих банковскую деятельность. Неисполнение нормативных актов Банка России. Существенная недостоверность отчётности.                                                                                         | [ 30 ] [ 31 ] [ 32 ]        |
| ООО КБ «Красбанк»                                                                                            | 1991   | 1569 | 22.05.2008 | ОД-337        | Москва                   | Нет | Неисполнение федеральных законов, регулирующих банковскую деятельность. Неисполнение нормативных актов Банка России. Нарушение требований Федерального закона № 115-ФЗ.                                                                               | [ 33 ] [ 34 ]               |
| ЗАО АКБ «Кредитсоюзкомбанк»                                                                                  | 1994   | 2891 | 22.05.2008 | ОД-339        | Москва                   | Да  | Неисполнение федеральных законов, регулирующих банковскую деятельность. Неисполнение нормативных актов Банка России. Нарушение требований Федерального закона № 115-ФЗ.                                                                               | [ 35 ] [ 36 ] [ 37 ]        |
| Июнь |        |      |            |               |                          |     | |                             |
| ООО КБ «Банк кредитования промышленности» («Промкредитбанк»)                                                 | 2000   | 3348 | 05.06.2008 | ОД-436        | Москва                   | Да  | Нарушение требований Федерального закона № 115-ФЗ. | [ 38 ] [ 39 ] [ 40 ]        |
| ООО «Коммерческий „Партнербанк“»                                                                             | 1992   | 1992 | 16.06.2008 | ОД-459        | Балтай                   | Да  | Неисполнение федеральных законов, регулирующих банковскую деятельность. Неисполнение нормативных актов Банка России. Существенная недостоверность отчётности.                                                                                         | [ 41 ] [ 42 ] [ 43 ]        |
| ООО КБ «Универсальный Банк Сбережений»                                                                       | 2002   | 3409 | 25.06.2008 | 2097711009405 | Москва                   | Нет | Решение акционеров банка о прекращении деятельности кредитной организации в порядке ликвидации. | [ 44 ] [ 45 ]               |

## 2 полугодие
В разделе приведены все кредитные организации, у которых в 2-м полугодии 2008 года была отозвана или аннулирована лицензия.
| Наименование                                                                                      | Основ. | Лиц. | Дата       | Приказ        | Регион         | АСВ | Причина | Прим.                   |
| ------------------------------------------------------------------------------------------------- | ------ | ---- | ---------- | ------------- | -------------- | --- | --- | ----------------------- |
| Июль                                                                                              |        |      |            |               |                |     | |                         |
| ОАО «Акционерный Коммерческий Международный Промышленный Инвестиционный Банк „Медпроминвестбанк“» | 1994   | 2908 | 03.07.2008 | ОД-503        | Москва         | Нет | Неисполнение федеральных законов, регулирующих банковскую деятельность. Неисполнение нормативных актов Банка России. Существенная недостоверность отчётности.                                                                                         | [ 46 ] [ 47 ]           |
| ЗАО «Республиканский Резервный Банк»                                                              | 2002   | 3394 | 03.07.2008 | ОД-505        | Москва         | Нет | Нарушение требований Федерального закона № 115-ФЗ. | [ 48 ] [ 49 ]           |
| Август                                                                                            |        |      |            |               |                |     | |                         |
| ОАО «Межрегиональный акционерный банк экономического сотрудничества „Сахалин-Вест“»               | 1991   | 1668 | 07.08.2008 | ОД-553        | Южно-Сахалинск | Да  | Неисполнение федеральных законов, регулирующих банковскую деятельность. Неисполнение нормативных актов Банка России. Существенная недостоверность отчётности. Неспособность удовлетворить требования кредиторов.                                      | [ 50 ] [ 51 ]           |
| ЗАО «Московский Акционерный Коммерческий Банк „Премьер“»                                          | 1992   | 3    | 28.08.2008 | ОД-634        | Москва         | Да  | Неисполнение федеральных законов, регулирующих банковскую деятельность. Неисполнение нормативных актов Банка России. Существенная недостоверность отчётности. Неспособность удовлетворить требования кредиторов.                                      | [ 52 ] [ 53 ]           |
| Октябрь                                                                                           |        |      |            |               |                |     | |                         |
| ЗАО МКБ «Евразия-Центр»                                                                           | 1994   | 2839 | 10.10.2008 | ОД-705        | Москва         | Да  | Неисполнение федеральных законов, регулирующих банковскую деятельность. Неисполнение нормативных актов Банка России. Существенная недостоверность отчётности. Неспособность удовлетворить требования кредиторов.                                      | [ 54 ] [ 55 ] [ 56 ]    |
| ЗАО КБ «Юнитбанк»                                                                                 | 1994   | 2848 | 16.10.2008 | ОД-715        | Самара         | Да  | Существенная недостоверность отчётности. Неспособность удовлетворить требования кредиторов. | [ 57 ] [ 58 ] [ 59 ]    |
| ЗАО АКБ «Русский Банкирский Дом»                                                                  | 1994   | 2686 | 23.10.2008 | ОД-747        | Москва         | Нет | Неисполнение федеральных законов, регулирующих банковскую деятельность. Неисполнение нормативных актов Банка России. Существенная недостоверность отчётности. Неспособность удовлетворить требования кредиторов.                                      | [ 60 ] [ 61 ]           |
| Ноябрь                                                                                            |        |      |            |               |                |     | |                         |
| ОАО «Инвестиционный банк „Траст“»                                                                 | 1994   | 2783 | 07.11.2008 | 2087711010352 | Москва         | Нет | Присоединён к ОАО «Национальный банк «Траст». | [ 62 ] [ 63 ]           |
| ЗАО КБ «Мира-Банк»                                                                                | 2001   | 3361 | 12.11.2008 | ОД-834        | Москва         | Да  | Неисполнение федеральных законов, регулирующих банковскую деятельность. Неисполнение нормативных актов Банка России. Неспособность удовлетворить требования кредиторов.                                                                               | [ 64 ] [ 65 ]           |
| ЗАО «Акционерный национальный банк охраны окружающей среды» («Эконацбанк»)                        | 1994   | 2765 | 12.11.2008 | ОД-836        | Москва         | Нет | Неисполнение федеральных законов, регулирующих банковскую деятельность. Неисполнение нормативных актов Банка России. Существенная недостоверность отчётности. Неспособность удовлетворить требования кредиторов.                                      | [ 66 ] [ 67 ]           |
| ОАО АКБ «Международный Солидарный Банк»                                                           | 1991   | 116  | 12.11.2008 | 2107711004058 | Москва         | Да  | Решение акционеров банка о прекращении деятельности кредитной организации в порядке ликвидации. | [ 68 ] [ 69 ] [ 70 ]    |
| ОАО АКБ «Лефко-Банк»                                                                              | 1991   | 1605 | 14.11.2008 | ОД-853        | Москва         | Нет | Неисполнение федеральных законов, регулирующих банковскую деятельность. Неисполнение нормативных актов Банка России. Существенная недостоверность отчётности. Неспособность удовлетворить требования кредиторов.                                      | [ 71 ] [ 72 ]           |
| ОАО КБ «Сибконтакт»                                                                               | 1992   | 1915 | 20.11.2008 | ОД-864        | Нягань         | Да  | Неисполнение федеральных законов, регулирующих банковскую деятельность. Неисполнение нормативных актов Банка России. Неспособность удовлетворить требования кредиторов.                                                                               | [ 73 ] [ 74 ]           |
| ООО «Коммерческий ипотечно-инвестиционный банк „Сочи“»                                            | 1990   | 1271 | 20.11.2008 | ОД-866        | Сочи           | Да  | Неисполнение федеральных законов, регулирующих банковскую деятельность. Неисполнение нормативных актов Банка России. Существенная недостоверность отчётности. Неспособность удовлетворить требования кредиторов.                                      | [ 75 ] [ 76 ]           |
| ОАО АКБ «Курганпромбанк»                                                                          | 1990   | 1218 | 27.11.2008 | ОД-891        | Курган         | Да  | Неисполнение федеральных законов, регулирующих банковскую деятельность. Неисполнение нормативных актов Банка России. Неспособность удовлетворить требования кредиторов.                                                                               | [ 77 ] [ 78 ] [ 79 ]    |
| ОАО КБ «Интегро»                                                                                  | 1995   | 3215 | 27.11.2008 | ОД-893        | Москва         | Да  | Низкая достаточность капитала банка. Недостаточный размер собственных средств. | [ 80 ] [ 81 ] [ 82 ]    |
| Декабрь                                                                                           |        |      |            |               |                |     | |                         |
| ОАО «Тюменьэнергобанк»                                                                            | 1993   | 2419 | 04.12.2008 | ОД-915        | Тюмень         | Да  | Неспособность удовлетворить требования кредиторов. | [ 83 ] [ 84 ] [ 85 ]    |
| ОАО КБ «Газинвестбанк»                                                                            | 1995   | 3212 | 04.12.2008 | ОД-916        | Москва         | Да  | Неисполнение федеральных законов, регулирующих банковскую деятельность. Неисполнение нормативных актов Банка России. Существенная недостоверность отчётности. Неспособность удовлетворить требования кредиторов.                                      | [ 86 ] [ 87 ]           |
| ОАО «Зеленоградский Коммерческий Банк „ЗелАК-Банк“»                                               | 1992   | 1813 | 19.12.2008 | ОД-963        | Москва         | Да  | Неисполнение федеральных законов, регулирующих банковскую деятельность. Неисполнение нормативных актов Банка России. Низкая достаточность капитала банка. Существенная недостоверность отчётности. Неспособность удовлетворить требования кредиторов. | [ 88 ] [ 89 ] [ 90 ]    |
| ЗАО АБ «Сетевой Нефтяной Банк»                                                                    | 1994   | 2720 | 19.12.2008 | ОД-965        | Калининград    | Да  | Существенная недостоверность отчётности. Неспособность удовлетворить требования кредиторов. | [ 91 ] [ 92 ]           |
| ЗАО КБ «Балткредобанк»                                                                            | 1992   | 2039 | 19.12.2008 | ОД-967        | Калининград    | Да  | Неисполнение федеральных законов, регулирующих банковскую деятельность. Неисполнение нормативных актов Банка России. Существенная недостоверность отчётности. Неспособность удовлетворить требования кредиторов.                                      | [ 93 ] [ 94 ] [ 95 ]    |
| ООО КБ «Боровицкие ворота»                                                                        | 1995   | 3211 | 26.12.2008 | ОД-989        | Москва         | Нет | Неисполнение федеральных законов, регулирующих банковскую деятельность. Неисполнение нормативных актов Банка России. | [ 96 ] [ 97 ]           |
| ООО КБ «Капитал Кредит»                                                                           | 1993   | 2625 | 26.12.2008 | ОД-991        | Москва         | Да  | Неисполнение федеральных законов, регулирующих банковскую деятельность. Неисполнение нормативных актов Банка России. Низкая достаточность капитала банка. Существенная недостоверность отчётности. Неспособность удовлетворить требования кредиторов. | [ 98 ] [ 99 ]           |
| ОАО АКБ «Электроника»                                                                             | 1992   | 448  | 26.12.2008 | ОД-993        | Москва         | Да  | Низкая достаточность капитала банка. Недостаточный размер собственных средств. Неспособность удовлетворить требования кредиторов. | [ 100 ] [ 101 ] [ 102 ] |
| ОАО «Банк развития аграрной и химической промышленности» («Агрохимбанк»)                          | 1992   | 119  | 30.12.2008 | ОД-1012       | Москва         | Да  | Неисполнение федеральных законов, регулирующих банковскую деятельность. Неисполнение нормативных актов Банка России. Неспособность удовлетворить требования кредиторов.                                                                               | [ 103 ] [ 104 ]         |

## Статистика

### Закрытие по месяцам
| Закрытие по месяцам | Закрытие по месяцам | Закрытие по месяцам | Закрытие по месяцам | Закрытие по месяцам |
| Месяц               |                     |                     |                     | Количество          |
| ------------------- | ------------------- | ------------------- | ------------------- | ------------------- |
| Январь              |                     |                     | 4                   |                     |
| Февраль             |                     |                     | 0                   |                     |
| Март                |                     |                     | 3                   |                     |
| Апрель              |                     |                     | 3                   |                     |
| Май                 |                     |                     | 3                   |                     |
| Июнь                |                     |                     | 3                   |                     |
| Июль                |                     |                     | 2                   |                     |
| Август              |                     |                     | 2                   |                     |
| Сентябрь            |                     |                     | 0                   |                     |
| Октябрь             |                     |                     | 3                   |                     |
| Ноябрь              |                     |                     | 9                   |                     |
| Декабрь             |                     |                     | 9                   |                     |

### Причины отзыва лицензий
| Причины закрытия | Причины закрытия | Причины закрытия | Причины закрытия | Причины закрытия |
| Причина |                  |                  |                  | Количество       |
| --- | ---------------- | ---------------- | ---------------- | ---------------- |
| Нарушение банковского законодательства (п. 6 ч. 1 ст. 20 Федерального закона «О банках и банковской деятельности»)                                   |                  |                  | 24               |                  |
| Неисполнение требований кредиторов (п. 4 ч. 2 ст. 20 Федерального закона «О банках и банковской деятельности»)                                       |                  |                  | 20               |                  |
| Существенная недостоверность отчетности (п. 3 ч. 1 ст. 20 Федерального закона «О банках и банковской деятельности»)                                  |                  |                  | 17               |                  |
| Нарушение требований ст. 6 и 7 Федерального закона № 115-ФЗ (п. 6 ч. 1 ст. 20 Федерального закона «О банках и банковской деятельности»)              |                  |                  | 7                |                  |
| Достаточность капитала ниже 2 % (п. 1 ч. 2 ст. 20 Федерального закона «О банках и банковской деятельности»)                                          |                  |                  | 5                |                  |
| Размер собственных средств ниже минимального значения уставного капитала (п. 2 ч. 2 ст. 20 Федерального закона «О банках и банковской деятельности») |                  |                  | 3                |                  |

### Комментарии
1. ↑  По инициативе Банка России, согласно требованиям статьи 20 Федерального закона «О банках и банковской деятельности».
2. ↑  По инициативе собственников компании или в порядке её реорганизации.
3. ↑  До государственной регистрации изменений учредительных документов носил наименование ООО «Объединенный региональный банк» («ОРБ»).